# Xenotilapia burtoni
Xenotilapia burtoni är en fiskart som beskrevs av Poll, 1951. Xenotilapia burtoni ingår i släktet Xenotilapia och familjen Cichlidae. IUCN kategoriserar arten globalt som sårbar. Inga underarter finns listade i Catalogue of Life.